# Haitam Aleesami
Haitam Aleesami (Oslo, 31 de julio de 1991) es un futbolista noruego. Juega de defensa en el F. K. Bodø/Glimt de la Eliteserien. Es internacional con la selección de fútbol de Noruega.

## Carrera
Aleesami comenzó su carrera como futbolista en el Holmlia SK. Después fichó por el Skeid Fotball de la Segunda División noruega. En agosto de 2012 fichó por Fredrikstad FK. Debutó con una asistencia.

### Göteborg
El 18 de agosto de 2014 fichó por el IFK Göteborg. Debutó con el club sueco el 5 de abril de 2015 y marcó su primer gol el 16 de agosto de 2015. En 2016 dejó el club sueco.

### Palermo
En agosto de 2016 fichó por el US Città di Palermo de la Serie A.

## Selección nacional
Debutó con la selección de fútbol de Noruega en 2015 y se convirtió en un habitual de las listas del combinado noruego a partir de su fichaje por el Palermo.

## Clubes
| Club                 | País    | Año       |
| -------------------- | ------- | --------- |
| Skeid Fotball        | Noruega | 2010-2012 |
| Fredrikstad FK       | Noruega | 2012-2014 |
| IFK Göteborg         | Suecia  | 2014-2016 |
| U. S. Palermo        | Italia  | 2016-2019 |
| Amiens S. C.         | Francia | 2019-2020 |
| F. C. Rostov         | Rusia   | 2020-2021 |
| Apollon Limassol     | Chipre  | 2021-2023 |
| KFUM-Kameratene Oslo | Noruega | 2024-2025 |
| F. K. Bodø/Glimt     | Noruega | 2025-     |

## Palmarés

### Títulos nacionales
| Título                     | Club             | País   | Año  |
| -------------------------- | ---------------- | ------ | ---- |
| Copa de Suecia             | IFK Göteborg     | Suecia | 2015 |
| Primera División de Chipre | Apollon Limassol | Chipre | 2022 |
| Supercopa de Chipre        | Apollon Limassol | Chipre | 2022 |